# 徳島市生涯福祉センター
徳島市生涯福祉センター（とくしまししょうがいふくしセンター）は、徳島県徳島市沖浜東にある健康に関する複合施設。愛称は「ふれあい健康館」。2001年11月13日にオープン。

## 施設
- 1階
  - 屋内運動室
  - 福祉コーナー
  - 情報コーナー
  - ホール
  - ギャラリー
  - ふれあいカフェ
- 2階
  - プール
  - 会議室（第1～4）
  - 創作活動室
  - 視聴覚室
  - 和室
  - ふれあい学遊
- 3階
  - 生涯福祉センター事務室
  - 保健センター事務室
  - 市社会福祉協議会
- 屋外
  - 駐車場
  - 健康増進広場

## 交通
- 徳島バス「ふれあい健康館行き」・「南部循環」、「八多行き」・「五滝行き」（バイパス経由）ふれあい健康館下車
- 徳島バス「文理大西口」下車